# Kokos (Malanów)
Kokos (również Kokosz) – dawniej osada, obecnie nieoficjalna część wsi Malanów położona w województwie wielkopolskim, w powiecie tureckim, w gminie Malanów.
Nazwa Kokosz pochodzi najprawdopodobniej od dawnej nazwy koguta.
W latach 1975–1998 miejscowość należała administracyjnie do województwa konińskiego.